# Даглас А-1
Даглас А-1 Скајрејдер или АД-1 Скајрејдер (енгл. A-1 Skyraider, AD-1 Skyraider) је био амерички ловац-бомбардер за операције са носача авиона из периода послије Другог свјетског рата.
Производила га је фабрика Даглас од 1945. до 1957. Кориштен је у Корејском и Вијетнамском рату.

## Развој
Ед Хајнеман, незадовољан својим претходним авионом XBTD-1, дизајнирао је XBTD-2 као једноставнију машину коју је сматрао кориснијом. Овај авион је постао АД-1 Скајрејдер, којем је године 1962. промијењена ознака у А-1 по новом систему означавања. Авион је био у своје вријеме највећи једносједи авион на свијету, са великим рапоном крила и са укупно 14 подвјесних тачака испод крила (и једном под трупом) за бомбе, ракете и резервоаре с горивом. Витални дијелови авиона су били оклопљени као заштита од ПВО противника.
Верзије током производње су укључивале и:
- АД-1 - прва масовна верзија, мотор 2500 КС
- АД-2 - побољшана верзија АД-1
- АД-4 - масовна верзија, мотор 2700 КС, друга побољшања
- АД-5 - противподморнички авион (двосједи)
- АД-5Н - четверосједи, ноћни бомбардери
- АД-5 - четверосједи за електронске противмјере (ECM)
- и бројне друге

Први лет прототипа је изведен 18. марта 1945. године, а авион је потом ушао у серијску производњу.
Произведено је укупно 3180 авиона током 12 година.

## У борби
Авион није учествовао у Другом свјетском рату, али се показао изузетно корисним у Корејском и каснијем Вијетнамском рату. Могућност останка у ваздуху до 10 сати и велика носивост убојних средстава су га чинили много кориснијим за нападе од раних млазних авиона, чији је мали долет на малим висинама и слаба носивост ограничавао њихову употребу.
Скајрејдери Америчко ратног ваздухопловства су наставили са акцијама у Вијетнаму и након што су А-1 Америчке морнарице повучени из употребе. Показали су се нарочито подесним за обезбјеђивање ватрене подршке и обезбјеђење искрцавања трупа приликом хеликоптерског десанта пјешадије. Ако А-1 нису обезбјеђивали слијетање, често се дешавало да хеликотери упадну у снажну ватру јединица Јужновијетнамске ослободилачке армије у току искрцавања трупа и претрпе тешке губитке.
Скајрејдер је масовно користила и Француска (Armée de l'Air) у рату у Алжиру против устаника.

## Наоружање
- Стрељачко: 4 топа 20
- Бомбе: до 3629 kg бомби, ракетних зрна, мина, торпеда на 15 подвјесних тачака

## Земље које су користиле овај авион
| - Француска - САД |